# Europawahl in den Niederlanden 2014
- SP: 2
- PvdD: 1
- PvdA: 3
- GL: 2
- D66: 4
- CDA: 5
- VVD: 3
- CU/SGP: 2
- PVV: 4

Die Europawahl in den Niederlanden 2014 fand am 22. Mai 2014 im Rahmen der EU-weiten Europawahl 2014 statt. Dabei wurden in den Niederlanden 26 der 751 Sitze im Europäischen Parlament vergeben.

## Wahlsystem und Wahlberechtigte
Die Wahl erfolgt nach dem Verhältniswahlrecht mit Vorzugsstimmen in einem landesweiten Wahlkreis. Dabei besteht die Möglichkeit von Listenverbindungen. Die Zuteilung der Mandate an die (verbunden) Parteilisten wird nach dem D’Hondt-Verfahren ermittelt. Die Zuteilung der Mandate an die verschiedenen Listen innerhalb einer Verbindung errechnet sich aus dem Hare/Niemeyer-Verfahren.

## Ausgangslage

### Scheidendes Parlament
| Fraktion                       | Fraktion                                                     | Mandate | Partei                                  | Partei                           | Mandate |
| ------------------------------ | ------------------------------------------------------------ | ------- | --------------------------------------- | -------------------------------- | ------- |
|                                | Fraktion der Allianz der Liberalen und Demokraten für Europa | 6 / 26  |                                         | Democraten 66                    | 3 / 26  |
|                                | Fraktion der Allianz der Liberalen und Demokraten für Europa | 6 / 26  | Volkspartij voor Vrijheid en Democratie | 3 / 26                           |         |
|                                | Fraktion der Europäischen Volkspartei                        | 5 / 26  |                                         | Christen-Democratisch Appèl      | 5 / 26  |
|                                | Fraktionslose                                                | 5 / 26  |                                         | Partij voor de Vrijheid          | 3 / 26  |
|                                | Fraktionslose                                                | 5 / 26  | Artikel 50                              | 1 / 26                           |         |
|                                | Fraktionslose                                                | 5 / 26  | Unabhängige                             | 1 / 26                           |         |
|                                | Fraktion der Progressiven Allianz der Sozialdemokraten       | 3 / 26  |                                         | Partij van de Arbeid             | 3 / 26  |
|                                | Die Grünen/Europäische Freie Allianz                         | 3 / 26  |                                         | GroenLinks                       | 3 / 26  |
|                                | Die Linke im Europäischen Parlament – GUE/NGL                | 2 / 26  |                                         | Socialistische Partij            | 1 / 26  |
|                                | Die Linke im Europäischen Parlament – GUE/NGL                | 2 / 26  | Unabhängige                             | 1 / 26                           |         |
|                                | Europäische Konservative und Reformer                        | 1 / 26  |                                         | ChristenUnie                     | 1 / 26  |
|                                | Europa der Freiheit und der Demokratie                       | 1 / 26  |                                         | Staatkundig Gereformeerde Partij | 1 / 26  |
|                                |                                                              |         |                                         |                                  |         |
| Quelle: Europäisches Parlament |                                                              |         |                                         |                                  |         |

Unabhängige: Laurence Stassen (ehemals PVV), Fraktion NE; Kartika Liotard (ehemals SP), Fraktion GUE/NGL.

### Listen und Parteien
Folgende Listen wurden zur Wahl zugelassen (in Reihenfolge der zugeteilten Listennummern):
| N. | Liste | Liste                               | Partei                              | Partei                              | Europapartei | Erstplatzierter in der Liste     |
| -- | ----- | ----------------------------------- | ----------------------------------- | ----------------------------------- | ------------ | -------------------------------- |
| 1  |       | CDA - Europese Volkspartij          | CDA - Europese Volkspartij          | CDA - Europese Volkspartij          | EVP          | Esther de Lange                  |
| 2  |       | PVV (Partij voor de Vrijheid)       | PVV (Partij voor de Vrijheid)       | PVV (Partij voor de Vrijheid)       | –            | Marcel de Graaff                 |
| 3  |       | P.v.d.A./Europese Sociaaldemocraten | P.v.d.A./Europese Sociaaldemocraten | P.v.d.A./Europese Sociaaldemocraten | SPE          | Paul Tang                        |
| 4  |       | VVD                                 | VVD                                 | VVD                                 | ALDE         | Hans van Baalen                  |
| 5  |       | Democraten 66 (D66) - ALDE          | Democraten 66 (D66) - ALDE          | Democraten 66 (D66) - ALDE          | ALDE         | Sophie in ’t Veld                |
| 6  |       | GROENLINKS                          | GROENLINKS                          | GROENLINKS                          | EGP          | Bas Eickhout                     |
| 7  |       | SP (Socialistische Partij)          | SP (Socialistische Partij)          | SP (Socialistische Partij)          | –            | Dennis de Jong                   |
| 8  |       | CU - SGP                            |                                     | ChristenUnie                        | ECPB         | Peter van Dalen                  |
| 8  |       | CU - SGP                            | Staatkundig Gereformeerde Partij    | ECPB                                |              | Peter van Dalen                  |
| 9  |       | Artikel 50                          | Artikel 50                          | Artikel 50                          | MELD         | Daniël van der Stoep             |
| 10 |       | IQ, de Rechten-Plichten-Partij      | IQ, de Rechten-Plichten-Partij      | IQ, de Rechten-Plichten-Partij      | –            | Gunther Niessen                  |
| 11 |       | Piratenpartij                       | Piratenpartij                       | Piratenpartij                       | PPEU         | Matthijs Pontier                 |
| 12 |       | 50PLUS                              | 50PLUS                              | 50PLUS                              | –            | Toine Manders                    |
| 13 |       | De Groenen                          | De Groenen                          | De Groenen                          | EGP          | Jolanda Verburg                  |
| 14 |       | Anti EU(ro) Partij                  | Anti EU(ro) Partij                  | Anti EU(ro) Partij                  | –            | Arnold Reinten                   |
| 15 |       | Liberaal Democratische Partij       | Liberaal Democratische Partij       | Liberaal Democratische Partij       | –            | Sammy van Tuyll van Serooskerken |
| 16 |       | Jezus Leeft                         | Jezus Leeft                         | Jezus Leeft                         | –            | Joop van Ooijen                  |
| 17 |       | ikkiesvooreerlijk.eu                | ikkiesvooreerlijk.eu                | ikkiesvooreerlijk.eu                | –            | Michel van Hulten                |
| 18 |       | Partij voor de Dieren               | Partij voor de Dieren               | Partij voor de Dieren               | EA7          | Anja Hazekamp                    |
| 19 |       | Aandacht en Eenvoud                 | Aandacht en Eenvoud                 | Aandacht en Eenvoud                 | –            | Abraham de Kruijf                |

Folgende Listen sind miteinander verbunden:
- CDA – Europese Volkspartij und ChristenUnie-SGP
- P.v.d.A./Europese Sociaaldemocraten und GROENLINKS.

## Ergebnis
| Listen            | Listen                                            | Stimmen    | %    | Mandate | +/- |
| ----------------- | ------------------------------------------------- | ---------- | ---- | ------- | --- |
|                   | Democraten 66                                     | 735.825    | 15,5 | 4       | +1  |
|                   | Christen-Democratisch Appèl 1                     | 721.766    | 15,2 | 5       | ±0  |
|                   | Partij voor de Vrijheid                           | 633.114    | 13,3 | 4       | –1  |
|                   | Volkspartij voor Vrijheid en Democratie           | 571.176    | 12,0 | 3       | ±0  |
|                   | Socialistische Partij                             | 458.079    | 9,6  | 2       | ±0  |
|                   | Partij van de Arbeid 2                            | 446.763    | 9,4  | 3       | ±0  |
|                   | ChristenUnie – Staatkundig Gereformeerde Partij 1 | 364.843    | 7,7  | 2       | ±0  |
|                   | GroenLinks 2                                      | 331.594    | 7,0  | 2       | –1  |
|                   | Partij voor de Dieren                             | 200.254    | 4,2  | 1       | +1  |
|                   | 50PLUS                                            | 175.343    | 3,7  | –       | Neu |
|                   | Piratenpartij                                     | 40.216     | 0,8  | –       | Neu |
|                   | Artikel 50                                        | 24.069     | 0,5  | –       | Neu |
|                   | Anti EU(ro) Partij                                | 12.290     | 0,3  | –       | Neu |
|                   | De Groenen                                        | 10.883     | 0,2  | –       | ±0  |
|                   | Jezus Leeft                                       | 9.507      | 0,2  | –       | Neu |
|                   | ikkiesvooreerlijk.eu                              | 6.796      | 0,1  | –       | Neu |
|                   | Liberaal Democratische Partij                     | 6.349      | 0,1  | –       | ±0  |
|                   | Aandacht en Eenvoud                               | 3.174      | 0,1  | –       | Neu |
|                   | IQ, de Rechten-Plichten-Partij                    | 1.705      | 0,0  | –       | Neu |
| Gesamt            | Gesamt                                            | 4.753.746  | 100  | 26      | +1  |
|                   |                                                   |            |      |         |     |
| Ungültige Stimmen | Ungültige Stimmen                                 | 28.505     | 0,6  |         |     |
| Wähler            | Wähler                                            | 4.782.251  | 37,3 |         |     |
| Wahlberechtigte   | Wahlberechtigte                                   | 12.815.496 |      |         |     |
|                   |                                                   |            |      |         |     |
| Quelle: Kiesraad  |                                                   |            |      |         |     |

## Fraktionen im Europäischen Parlament
| Liste/Partei                   | Liste/Partei                            | Liste/Partei                            | Liste/Partei                            | Mandate | Fraktion |
| ------------------------------ | --------------------------------------- | --------------------------------------- | --------------------------------------- | ------- | -------- |
|                                | Democraten 66                           | Democraten 66                           | Democraten 66                           | 4 / 26  | ALDE     |
|                                | Christen-Democratisch Appèl             | Christen-Democratisch Appèl             | Christen-Democratisch Appèl             | 5 / 26  | EVP      |
|                                | Partij voor de Vrijheid                 | Partij voor de Vrijheid                 | Partij voor de Vrijheid                 | 4 / 26  | NI       |
|                                | Volkspartij voor Vrijheid en Democratie | Volkspartij voor Vrijheid en Democratie | Volkspartij voor Vrijheid en Democratie | 3 / 26  | ALDE     |
|                                | Socialistische Partij                   | Socialistische Partij                   | Socialistische Partij                   | 2 / 26  | GUE/NGL  |
|                                | Partij van de Arbeid                    | Partij van de Arbeid                    | Partij van de Arbeid                    | 3 / 26  | S&D      |
|                                | CU – SGP                                |                                         | ChristenUnie                            | 1 / 26  | EKR      |
|                                | CU – SGP                                | Staatkundig Gereformeerde Partij        | 1 / 26                                  | EKR     |          |
|                                | GroenLinks                              | GroenLinks                              | GroenLinks                              | 2 / 26  | G/EFA    |
|                                | Partij voor de Dieren                   | Partij voor de Dieren                   | Partij voor de Dieren                   | 1 / 26  | GUE/NGL  |
|                                |                                         |                                         |                                         |         |          |
| Quelle: Europäisches Parlament |                                         |                                         |                                         |         |          |